# Microsynodites ciliatus
Microsynodites ciliatus är en skalbaggsart som först beskrevs av Bruch 1923.  Microsynodites ciliatus ingår i släktet Microsynodites och familjen stumpbaggar. Inga underarter finns listade i Catalogue of Life.